# Gruppo delle Sciore
Il Gruppo di Sciora è un massiccio montuoso delle Alpi del Bernina, nelle Alpi Retiche occidentali. Si trova nello svizzero Canton Grigioni a lato della Val Bregaglia.

## Descrizione
Il gruppo si trova lungo lo spartiacque tra la val Bondasca e la valle Albigna (laterali della val Bregaglia), il quale si stacca dallo spartiacque principale alpino in corrispondenza della cima della Bondasca e si sviluppa in direzione sud-nord. Sotto il versante est scorre la lingua del ghiacciaio dell'Albigna. Il versante ovest domina la val Bondasca ed è ben visibile dalla val Bregaglia, all'altezza del paese di Bondo.
È costituito da un'imponente bastionata di granito formata da quattro cime principali, la più
caratteristica delle quali è l'Ago. Il gruppo conta molti itinerari di interesse
alpinistico. L'alta val Bondasca, racchiusa tra il gruppo di Sciora, il ghiacciaio della Bondasca e i grandiosi versanti settentrionali del Badile e del Cengalo, forma uno scenario maestoso. A quota 2118 m, ai piedi del gruppo, si trova la capanna Sciora.
Il nome deriva dagli alti pascoli della val Bondasca: alpe di Sciora significa alpe di sopra.
Il gruppo è costituito dalle seguenti vette, da sud a nord:
- Sciora di Dentro - 3275 m
- Ago di Sciora - 3205 m
- Pioda di Sciora - 3236 m
- Sciora di Fuori - 3169 m
- Scioretta - 3046 m

La prima traversata del gruppo è stata compiuta il 2 agosto 1923 da Alfred Zürcher con Walter Risch, dalla Sciora di Dentro alla Sciora di Fuori.
La prima traversata invernale delle Sciore è stata compiuta il 21 dicembre 2015 da Fabio Salini con Davide Codega in 18 ore no stop dalla Sciora di Fuori alla Sciora di Dentro.

## Classificazione

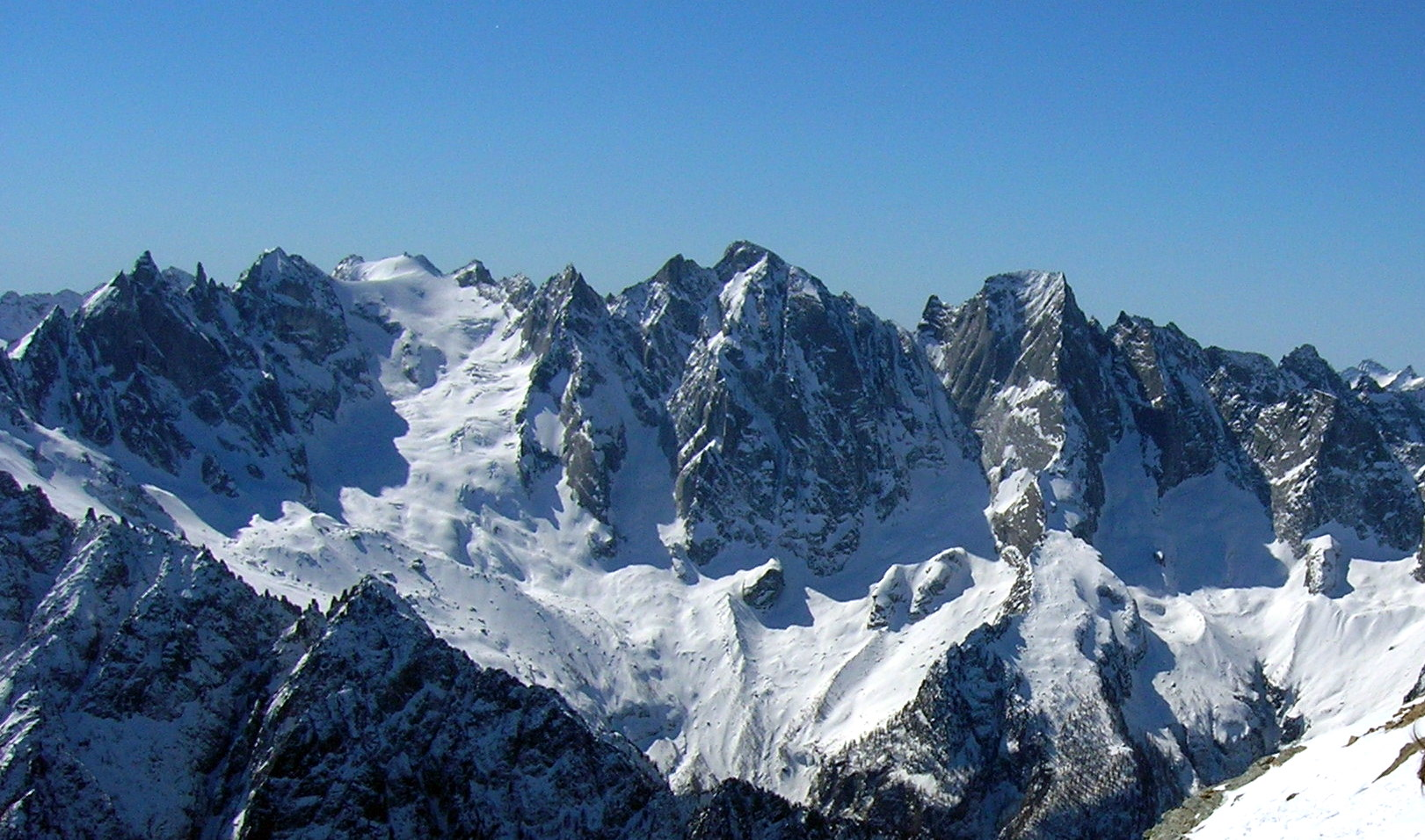
L'alta val Bondasca da nord: da sinistra Sciora, Cima della Bondasca, Cengalo, Badile

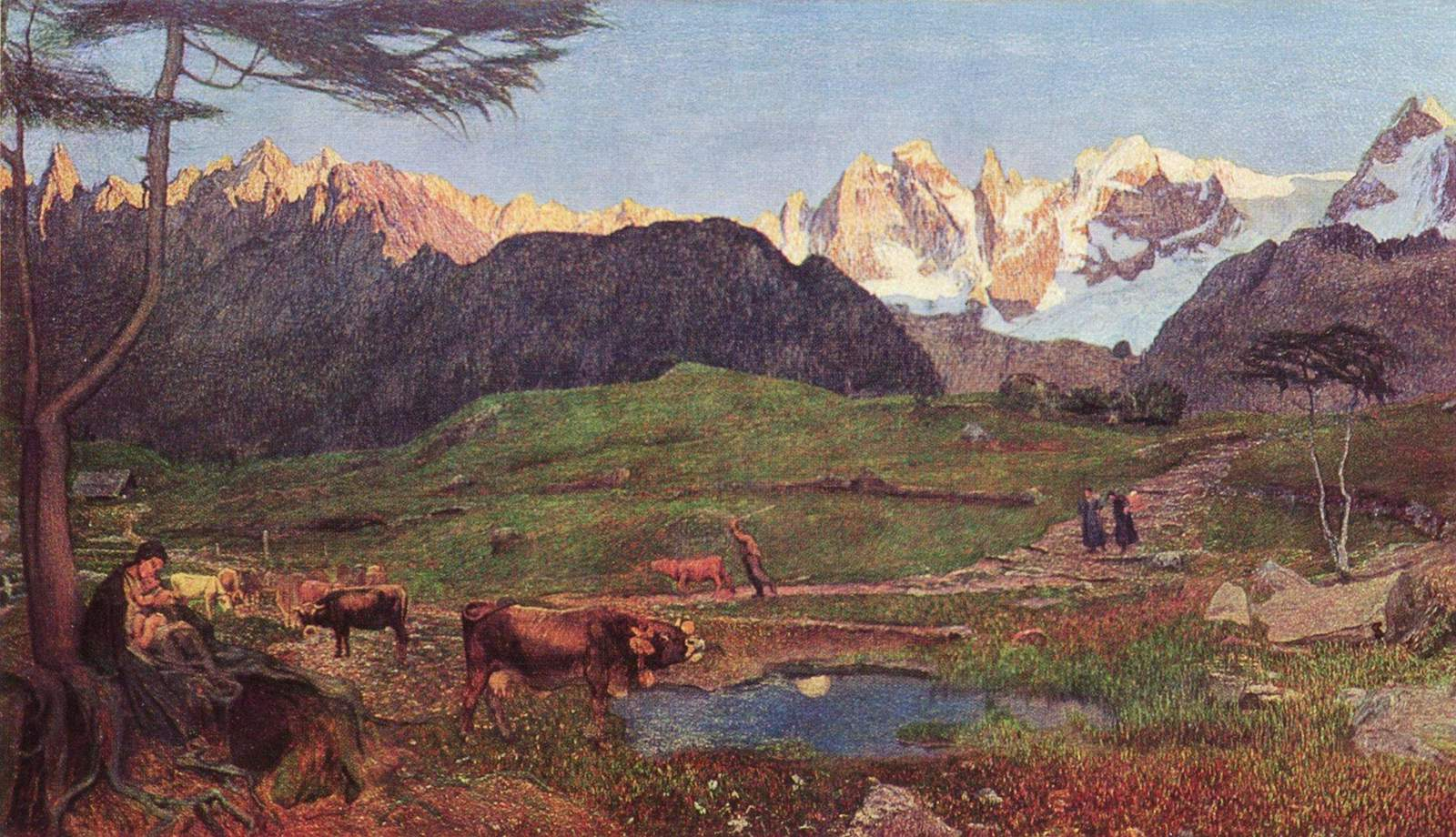
Giovanni Segantini, Trittico delle Alpi: Vita

Secondo la SOIUSA il gruppo di Sciora, insieme al più settentrionale pizzo Cacciabella (2980 m), costituisce un sottogruppo alpino con la seguente classificazione:
- Grande parte = Alpi Orientali
- Grande settore = Alpi Centro-orientali
- Sezione = Alpi Retiche occidentali
- Sottosezione = Alpi del Bernina
- Supergruppo = Monti della Val Bregaglia
- Gruppo = Gruppo del Castello
- Sottogruppo = Costiera Sciora-Cacciabella
- Codice = II/A-15.III-B.3.d